# Abdullah Ercan
Abdullah Ercan (Isztambul, 1971. december 8. –), török válogatott labdarúgó, edző.
A török válogatott tagjaként részt vett az 1996-os, a 2000-es Európa-bajnokságon és a 2002-es világbajnokságon.

## Sikerei, díjai
Trabzonspor
- Török kupagyőztes (5): 1991–92, 1994–95
- Török szuperkupagyőztes (1): 1995

Fenerbahçe
- Török bajnok (1): 2000–01

Törökország
- Világbajnoki bronzérmes (1): 2002